# Audubon (Iowa)
Audubon es una ciudad situada en el Condado de Audubon, en el estado de Iowa, Estados Unidos. Es la capital de dicho condado. Según el censo de 2000 tenía una población de 2.382 habitantes.

## Geografía
Según la Oficina del Censo de los Estados Unidos, la localidad tiene un área total de 4,56 km², la totalidad de los cuales corresponden a tierra firme.

## Demografía
Según el censo de 2000, había 2.382 personas, 1.035 hogares y 646 familias residiendo en la localidad. La densidad de población era de 522,87 hab./km². Había 1.107 viviendas con una densidad media de 242,8 viviendas/km². El 99,33% de los habitantes eran blancos, el 0,25% afroamericanos y el 0,42% pertenecía a dos o más razas. El 0,34% de la población eran hispanos o latinos de cualquier raza.
Según el censo, de los 1.035 hogares, en el 24,9% había menores de 18 años, el 54,0% pertenecía a parejas casadas, el 6,9% tenía a una mujer como cabeza de familia, y el 37,5% no eran familias. El 36,0% de los hogares estaba compuesto por un único individuo, y el 23,1% pertenecía a alguien mayor de 65 años viviendo solo. El tamaño promedio de los hogares era de 2,18 personas, y el de las familias de 2,83.
La población estaba distribuida en un 22,8% de habitantes menores de 18 años, un 4,9% entre 18 y 24 años, un 20,8% de 25 a 44, un 20,2% de 45 a 64, y un 31,3% de 65 años o mayores. La media de edad era 46 años. Por cada 100 mujeres había 82,0 hombres. Por cada 100 mujeres de 18 años o más, había 76,9 hombres.
Los ingresos medios por hogar en la localidad eran de 33.068 dólares ($), y los ingresos medios por familia eran 40.455 $. Los hombres tenían unos ingresos medios de 31.071 $ frente a los 19.183 $ para las mujeres. La renta per cápita para la ciudad era de 20.128 $. El 6,7% de la población y el 5,9% de las familias estaban por debajo del umbral de pobreza. El 6,9% de los menores de 18 años y el 7,1% de los habitantes de 65 años o más vivían por debajo del umbral de pobreza.

## Arte y cultura
Eventos anuales
- El último sábado de abril es el festival John James Audubon en honor del ornitólogo, naturalista y pintor con el mismo nombre de la ciudad. [8]

- El primer sábado de agosto tiene lugar la celebración más grande de Audubon OPERATION T-BONE con una gran variedad de eventos.

Monumentos y atracciones
En Audubon se encuentra una gigantesca estatua de un toro, Alberto el Toro. La estatua mide 30 pies de alto, pesa 45 toneladas y se puede ver desde la carretera US 71 incluso de noche, pues está iluminada.